# クッキンアイドル アイ!マイ!まいん!
『クッキンアイドル アイ!マイ!まいん!』は、NHK教育テレビ→NHK Eテレで2009年3月30日から2013年3月29日まで、月曜日から金曜日に福原遥主演で放送されていた子供向けの料理・食育番組。

## 概要
1991年〜2006年放送の『ひとりでできるもん!』、2006年〜2009年放送の『味楽る!ミミカ』に続く子供向け料理番組としての位置づけにある。これまでの過去2作品と同様、基本的に月曜日から金曜日までの5回の放送で同じテーマを扱う。今作はアニメパートとスタジオで料理をする実写パートとがシームレスに繋がる演出となっている。
なお、NHKの子供向け料理番組はこの作品からハイビジョン制作に移行した。但し、2010年7月2日放送分（「蒸し料理」）までは地上アナログサイドカットで放送され、2010年7月12日放送分（「麺」）からは画角16:9レターボックス放送で放送されている。

## 放送編成

### 通常週

#### 月曜日から木曜日
主人公「柊まいん」がクッキンアイドルとして活躍していくさまを描くアニメーションに、スタジオで実際に料理を作る実写パートを接続させて放送する。
2011年度まで
同じ週に放送される各話に連続性はあるが、基本的に1話完結であった。
時間配分はアニメがオープニングを含めて6分半、実写が3分半。
通常はアニメの本編→料理を作る実写→アニメの事後談→料理を食べる実写、の順に放送されたが、まれにアニメパートを6分半連続の後、実写で料理を作った直後に食べるパートになる場合もあった。
2012年度
衣装変更と共に番組進行も大きく変わり、2話完結となった。
まず1話目は料理を作る実写パートから入る（ここでの料理は後のアニメの内容とは独立している）。その後にアニメの本編が始まり、物語の途中でミサンガによる「続きはネクスト、またアゲイン」という台詞の後、実写に戻り、最初の料理のおさらいで番組を締める。
2話目はアニメパートから始まり、前日から続く物語を完結させる。その後、アニメの話に出てきた料理を作る実写パートに移り、最後に料理のおさらいをして番組が終了する。
時間配分は2011年度までと逆転して実写パートの方が長くなった。

#### 金曜日
実写パートをメインに、その週の月曜日から木曜日のストーリーのおさらいや食の知識の紹介、そして視聴者からのお便りを紹介する「クッキンフレンズ」のコーナーが放送される。2011年度はまいんがひな（辻口由奈）に料理の基礎を教える「まいんとひなのはじめてクッキン」のコーナーを放送（「はじめてクッキン」は特集週である場合も放送）。2012年度は「エンジョイクッキン！」のコーナーが開始し子供3人（齊藤優美、大和田小巴音、須田瑛斗）が新たに登場する。
通常週は2週間連続して同じ話が放送される。

### 特集週
「特集」として不定期に、ロケでのレポートや過去の振り返りをメインにした週が放送される。途中に挟まれるキャッチや本編の振り返り以外は全編実写である。1週・5話分で一纏まりの構成になっている。
番組サイドが通常週をレギュラーシリーズと考えているため、特集週の翌週再放送は行われていなかった。2011年度の「特集11」と「特集13」以降からは翌週に再放送をしている。
また、たまに通常週のアニメパートで特集週での出来事を語る時がある。

### その他の放送編成
通常週（翌週の再放送を含む）と特集週以外の週は、同一年度の過去の通常週及び特集週をアンコール放送として再放送されている。2009年度は一部祝日の午前中に通常週を1週間 - 2週間分を特別番組として再放送した事があった。
但し、通常週・特集週ともに下記に該当する場合のアンコール放送は行われない。
- 通常週…3月放送分及びクリスマス関連
- 特集週…年度末に近い回（「特集5」と「特集10」）及び例外扱いで翌週再放送を行った場合（「特集11」と「特集13」）

また、夏の高校野球開催時や年末年始、及び3月下旬の年度末についてはセレクションと称して複数の通常週の内容から選定して1週に纏めて放送している。この場合、金曜放送分は放送されない。
アンコール放送やセレクションは原則上記の通りであるが、2009年度には金曜放送分を連続して再放送した週があった他、2010年12月31日に1時間の特別番組として放送したときには、前半3本が2009年度放送分、後半3本が2010年度放送分からセレクションして放送されていた。

## 放送時間の遍歴
2009年度・2010年度
月 - 金曜日 17:40 - 17:50
2011年度・2012年度
月 - 金曜日 6:45 - 6:55、17:40 - 17:50（再放送）

## あらすじ

### 2009年度
まいんは、アイドルを目指している小学五年生で、夢見がちが玉にキズの女の子。長かったレッスン期間も終わってやってきたデビューの日、初めての歌番組で、そのひらめきから歌詞を間違えて大失敗し、歌番組への出演を禁止されてしまう。そこで、事務所のゆりあ社長から新番組「クッキンアイドル」のオーディションへの参加を薦められ、その会場で食の妖精ミサンガと出会う。ミサンガは、その姿を見ることが出来る人間とパートナーになって、食卓を楽しく豊かにするために、妖精NPOからやってきた妖精だった。オーディションでも変なひらめきが浮かんだまいんだったが、オーディションは合格、まいんは無事にクッキンアイドルになった。
天才的な発想によって直前で料理を変えたりするわがままプロデューサー、番組の収録を邪魔しようとする同じ事務所のみちか、イタリアからやってきたアンジー、同じ事務所のやすのしんを追ってきたやすのしんの幼なじみのきなこ、みちかの家族など、様々な人との出会い。そして、番組内で起こる様々なピンチや、まいんのパパにミサンガの存在がバレそうになるなどの事件。そのような様々な出来事を、まいんのひらめきとミサンガの助けで乗り切っていき、事務所の仲間や家族など周囲の助けを通して、まいんは成長していく。
そんな中突然、妖精NPOのリーダーが現れ、失敗の多いまいんはミサンガのパートナーに相応しくないとして、まいんをテストしようとする。ミサンガが手助けをしないというのが条件だったが、理由も知らずミサンガの助けがないまいんは料理が出来ずに失敗を繰り返し、それを助けようとミサンガが手助けをしたために、テストは不合格になる。しかし、まいんのリーダーへの説得によって、まいんがミサンガのパートナーに相応しいことを証明するため再度テストを受けることを許され、テストに合格。リーダーはミサンガに、「お前はまだ半人前だから、パートナーと助け合うことを忘れるな」、と伝えるのだった。

### 2010年度
まいんのライバルである姫小路レイアが、クッキンアイドルのライバル番組に当たるキッチンクイーンという番組を始めた。まいんとレイアは、過去に新人アイドルコンテストやフレッシュスターフェスティバルで一緒になるという縁があった。キッチンクイーンの人気が出たために、まいんはレイアと料理対決をすることになった。料理対決の直前、レイアは料理対決が怖くなって街に来たところで偶然まいんに出会い、一緒に行動することでまいんとレイアの距離が縮まる。料理対決は2人とも満点の引き分けに終わったが、レイアは、料理とは美味しく完璧に仕上げればそれで終わりと思っていたがまいんにとっては食べた人の笑顔を見るまでが料理なのだと気づき、まいんを永遠のライバルと認め、パリに料理修行に旅立つ。その後、クリスマスに一時帰国していたレイアは偶然にまいんと再び出会い、まいんの家に招待されることでさらに交流が深まるのだった。
まいんによって、食卓に灯りが広がり、妖精界から次々とパートナー妖精が降りてきた。まいんが全国ツアーに出たときに大阪で出会った天王寺蘭子にはスカラベが、長崎で出会った麗麗にはアンバーがパートナーについた。アンジーのパートナーにはフロッグがついた。また、ちびっ子妖精クリケットが勝手に地上にやってきた。クリケットは、最初は得意の変身で帰りたくないと暴れていたが、一目ぼれしたゆまのそばにいたいと人間界で修行をした結果、最終的にゆまのパートナーになった。
番組二周年を記念して、おおばやしプロデューサーがクッキンアイドルスペシャルという生放送を企画する。まいんが三組の強敵と対決するという企画だったが、実際は、マザースプリングによる妖精パートナー卒業テストだった。まいんはテストに合格したが、それによって役目を終えたミサンガはまいんと引き離されてしまい、まいんは妖精が見えなくなってしまう。悲しい気持ちで料理が出来なくなってしまったまいんの前に、レイアが現れ、レイアのパートナーとなったスワローから話を聞いたこと、料理が大好きで料理を心から楽しんでいるまいんの気持ちがみんなに広がっていたこと、ミサンガはそんなまいんが大好きだっただろうことを伝える。レイアの言葉に励まされたまいんは、クッキンアイドルとして食卓に明かりを灯し続ける決意をする。クッキンアイドルを観ている子供たちに料理が楽しいという気持ちが広がっていることを知ったミサンガは、やはりまいんのそばにいたいと、リーダーの行っても無駄だという忠告を振り切って妖精界を飛び出す。まいんとミサンガの二人の絆は妖精界の定めを乗り越えて、再び一緒になる。それをリーダーと一緒に妖精界から見ていたマザースプリングは「二人にはまだ果たすべき役割があるのかもしれません。」と言うのだった。

### 2011年度
ゆりあ社長の結婚によりスリースターズタレント事務所は解散することになり、まいんは新しい事務所プロダクションよつばに移ることになった。そこで、まいんはひなに出会う。そこで突然現れたおおばやしプロデューサーに言われて、まいんはひなと一緒にクッキンアイドルをすることになる。チーフマネージャーはたけやまの厳しい指摘や同じ事務所の先輩であるアイドルグループ「POP」の妨害にもめげず、かつての事務所の仲間達や同じく事務所で出会った主事さんに支えられながらまいんは頑張るのだった。遂にまいんの真心はPOPの3人にも通じ、和解に至る。
ある日突然、アメリカショービジネス界のカリスマプロデューサー、デビッド・シルクハットが来日する。彼はまいんのクッキンアイドルとしての活躍を目にして、まいんにクッキンアイドルワールドツアーのオファーをするためにやってきたのだ。ワールドツアーと日本のクッキンアイドルの仕事は両立出来ない。まいんは「世界の食卓に明かりを灯す」使命のために一度はワールドツアーを受けるが、「まるでサーカス」（総集編でのミサンガの解説）のようなシルクハットのショーと自分の目指すところが違うことを悟り、ワールドツアーを辞退し日本でクッキンアイドルを続けることにする。シルクハットもそれを快諾するのだった。

### 2012年度
「クッキンアイドル」のスタジオが大幅にリニューアルされ、ひなは自身の番組の放送が決定。またPOPには多くの仕事が舞い込むようになり、よつばプロダクションにとって良い出来事が続く。そんなある日まいんはひなの新番組の見学に行くが、そこで彼女が見たのは料理が嫌いになってしまったひなの姿だった。直後、まいんとミサンガの前にマザースプリングが現れ、世界各地で同様の事件が多発していると2人に告げる。更に、雑誌の取材を受けていたパパイヤには突然食欲が無くなるという異変が発生。これらの事件を解決していく内、まいんとミサンガはその犯人が三匹の妖精であると突き止める。食の妖精とは異なる姿を持つ彼女らは、自らを「キラキラ」「マズマズ」「メンメン」と名乗り、子供達を食べ物嫌いにするために人間界にやってきたという。まいんとミサンガの活躍によって、それらの悪行は阻止されるも、ミサンガに一目惚れしたキラキラはそのパートナーであるまいんに深く嫉妬し、本来の目的も忘れてまいんの活動を妨害するようになるが、まいんとミサンガの力には及ばず撃退されていく。まいんとミサンガは三妖精が食べ物を粗末にする子供達に失望して悪事を働いていたことを知り、三妖精も何時しかまいんとミサンガに感化されて料理作りを楽しむようになり、子供たちへの見方も改めていくようになった。まいんは仕事で海外に旅立つことになったみちかや一人前のクッキンアイドルになったことで見えなくなったミサンガとの別れも乗り越えて、クッキンアイドルとしての活動を今日も続けていく。
なお、最終回の最後の挨拶の部分でまいんがクッキンアイドルの卒業宣言をして番組を締めくくっている。

## キャラクター・出演者

### 実写パート
作中番組『クッキンアイドル』のパート、及び金曜日のスタジオセットの部分は実写で行われる。アニメでまいんを演じる福原は実写パートでまいんに扮し、実際に料理に挑戦する。『クッキンアイドル』のパートはストーリー進行上、アニメパートと繋がっている。歌とダンスは別セットの場合がある。実写パートの出演者の名前は金曜日のエンディングにのみクレジットがなされる。

#### メインの登場人物
柊まいん
演：福原遥
スタジオセットでの料理および歌とダンスを行う。演じる福原は左利きだが、包丁などの道具は全て右手で使っている。
『クッキンアイドル』での最初の挨拶は、「はーい!おいしい料理で、みんな〜ハピハピハッピ〜♥」。料理を作ったあとは「みんなも作ってア・ラ・モード♥」の決め言葉とともにポーズを付けて締める。また、料理に掛かる前に「レッツクッキン」と言葉を掛ける場合もある。また、初年度お弁当の回から、ポイントとなる箇所の決め言葉として「ここでポイント。チェック!チェック!」を使っていた。2012年からは、「ここでまいんのクッキンポイント」を導入。特集回では「がんばりまい〜ん」「ハッピハッピアンサ〜」も使う。2012年度から、料理の時間経過を伝える際に腕時計が光って「ひらめきタイム、ハッピークッキン」という画面に切り替わったり、突然「クッキンQ（クイズ）」が挿入され、「チッチッチッチッチ、キラーン」とまいんが金田一一のようなポーズをとって正解を紹介するなどが、導入されている。

ミサンガ
声：小林晃子
CGで登場し、まいんへのアドバイスや料理のアイディアの説明を行う。金曜日には、まいんとのやり取りやその週のストーリーのおさらい、食の知識の紹介解説を行う。まいんの曲映像に参加したり、視聴者の投稿イラストに描かれたりもするが、その存在はD.J.ソルトやキャプテン シェイクには気付かれていない。まいんはD.J.ソルトには家で飼っている新しいペットと紹介していた。特集回では、料理開始のMCをソルトやシェイクに代わって務める。
キャプテン シェイク
演：星野卓也
第77話（2010年3月30日）から登場。テレビ番組『クッキンアイドル』の2010 - 2012年度の進行役を務める。しりとりと早口言葉が得意。好きな食べ物はラーメン。登場当初はぶっきらぼうな言葉遣いだったが、のちに丁寧な言葉遣いをするようになった。2009年度の進行役のD.J.ソルトとは違い料理を作ったりすることはないが、しばしばまいんが作った料理を試食する事はある。まいんの曲映像に参加はこれもD.J.ソルトとは違い通常回にはなく、特別番組・まいんのおせちでハッピー!での「ハッピーおせちでニューイヤー!」のみ。ちなみにライバル番組である「キッチンクィーン」や、やすのしん主演のヒーロー番組「宇宙ヒーローアンドロメダー」の大ファン。『クッキンアイドル アイ！マイ！まいん！みんなライバル！でもハピハピハッピー！編』の特典収録映像「まいんのクッキンスタジオ全部見せちゃいます」によると、シェイクが使うマイクに取り付けてある鶏は「シリトリ」という名前が付いているという。

#### 過去の登場人物
ひな
演：辻口由奈
第154話（2011年3月31日）から1年間まいんと一緒に『クッキンアイドル』に出演。まいんと一緒に料理、歌とダンスを行うが、主には金曜日の「まいんとひなのはじめてクッキン」と、最後の「ハピハピハッピー」に出演した。初登場の翌日（2011年4月1日）の「クッキンフレンズ」に早くも似顔絵が送られていた。
2012年度は『ひなのお料理123』という新番組を持ったという設定になり、実写パートの登場が無くなった。
D.J.ソルト
演：テル
テレビ番組『クッキンアイドル』『まいんとD.J.ソルトのクッキンフレンズ』の2009年度の進行役を務めた。サングラスを掛けている。『クッキンアイドル』主にスタジオ内のDJブースに座り、「塩」と書かれたうちわを手にしたり、ブースごと左右に移動しターンテーブルで皿を回しながら、まいんのアイディアに驚きの声を上げたり、時間経過を報告したり、まいんの歌の紹介をしたりする。また、まいんの曲映像に参加する事もある。『〜クッキンフレンズ』では視聴者からの手紙の紹介を主に担当する。好きな食べ物は1番は唐揚げで、次にはお好み焼き。から揚げは、番組内でまいんに代わって作った事もある。また、酢飯作りやソーセージ作りを手伝った事もある。特集回ではしばしばまいんが作った料理を試食する事もある。
2010年3月26日放送分をもって降板。
なお、当初は「どーよテル」とクレジットされていたが、どーよの解散に伴い、2009年7月31日以降の新作分では「テル」のみの表記になっている。

#### その他の登場人物
おおばやし
声：松山鷹志
特集7「まいんとキャプテン シェイクのクッキンフレンズスペシャル」（2010年7月26日放送）で、声の出演。まいん宛てに視聴者からの質問で「こまること」の回答にまいんが「おおばやしプロデューサーがメニューを急に変えること」と答え、字幕と顔入りで「ぼくはがっかり、トマトはしょんぼり」「おおばやし本気で怒ります！ムッカ〜」と怒り、一方まいんのおおばやしへの感謝の言葉に「今日もピカッと来てチョキッ！まいんちゃんカムカムおやゆびぃ〜」と反応する。
ドンブリン
声：古城望
特集8　まいんの大冒険スペシャル!宮城県のおいしいものでスペシャルどんぶり!!（2010年10月11日から10月15日）に登場。まいんが作ろうとしていた丼物の器のしゃべるどんぶり。おいしいものさがしに同行。
クリケット
声：佐久間レイ
特集9（2011年1月25日）に登場。実写パートではフライパンに変身した姿のみが登場し、妖精体は未登場。
辰年重兵衛
声：平野俊隆
「まいんのおせちでハッピー!」に登場したCGキャラクター。おせち料理の守り神。
おやきくん
声：古城望
特集14　まいんの大冒険スペシャル!冬のおいしいもの探し!!に登場（2012年1月）したCGキャラクター。現地に入りまいんが小祠でお参りした際に現れた。長野県の名物おやきをモチーフにした姿をしている。
クルック
声 : なし
まいんのハッピー・レシピ大賞 （2012年12月31日放送）に結果発表者として登場した白ハト。「クルック」としか発しないので、実際の発表はまいんが急遽行った。

## 舞台・用語など
スリースターズタレント事務所
まいん達が所属する芸能事務所。2階建て以上の洋館風の建物。みつぼし音楽学校とは渡り廊下で繋がっており、それに面した場所にキャベツ・ニンジン・じゃがいもなど多種の作物が栽培されている家庭菜園がある。以前からアイドルタレントを数多く輩出しているようで、かつて所属していたアイドル達の宣伝グッズ等が物置に大量に保管されている。
門柱には「★★★タレント事務所」と表記されている。駐車スペースの脇には、事務所の創設者かつ先代社長だった、ゆりあの父親の銅像が建っている。
2011年度では事務所解散に伴いあまり登場しなくなったが、ゆりあの帰国時には元スリースターの面々がここでクリスマスパーティーを行った。
みつぼし音楽学校
スリースターズタレント事務所で運営している音楽学校。看板は「★★★音楽学校」と表記されている。建物は4階建て以上。「お腹がすくと声も元気も出ないから」という理由で給食が出る。
プロダクションよつば
まいんが2011年度から所属する芸能事務所。よつばプロとも呼ばれる。名前の通り四葉のクローバーのオブジェがある。最寄り駅は路面電車が乗り入れる新よつば駅。
事務所に入ったばかりのまいんは、廊下の掃除をさせられていた。3階には最新設備の音楽スタジオやレッスン室が完備されている。
屋上には広い畑をもつ菜園があり、まいんが食材を貰ったり、ピーチやはたけやまが盗み食いをした事がある。主事さんが毎日手入れをしており、事務所の食堂で出される食材は全てここで栽培された物である。まいんの誕生日をここで皆とお祝いしたことがあり、密かに催そうとしていたら、まいんに見つかってしまった。
テレビ局
料理番組『クッキンアイドル』を放送している局。局名などは不明。外壁はあらかたガラス張りで、アンテナ状の物が多数立つ、永井豪が描くアニメに出てくる要塞基地のような未来的な外観をしている。また、松本零士が描く宇宙船のコックピットのような衛星中継用のコントロール室を持つ。
食堂があり、眼光の鋭いコック長（声：松本忍）がいる。コック長は『クッキンアイドル』のファンとの事で、まいんにはドリアの作り方を伝授してあげた。
柊家
まいんの家。3階建ての一軒家で、玄関は2階部分にある。まいんの部屋やリビング等の他、漫画家である母親の仕事場もある。家族はまいんと両親の計3人だが、父親は滅多に帰って来ないため普段はまいんと母親の2人で暮らしている。家事一般はあらかた母親がやっているようで、『クッキンアイドル』の仕事が決まるまでまいんは料理の経験が殆どなかった。
みつば商店街
スリースターズタレント事務所の近所にある商店街。時々スリースターズタレント事務所に依頼が来てクリスマス用のチラシのモデルや、店の手伝いなどを行うこともある他、事務所では食材の買出しにもよく利用している。作中では八百屋や果物屋、肉屋がその店主と共によく描かれている。また商店街の面々は野球大会や相撲大会など、町内の催しにもまいん達の事務所同様よく参加している。
食の妖精
地球上の食卓（広義の食ではなく）を少しでも豊かに導くことを使命とする妖精。雲の上にある「食の妖精の国」に住んでいる。「なんでもパクパクおいしい同盟」、略して妖精NPO本部から派遣され、神殿のような場所にある泉に飛び込む事で人間界に降りて来る。その姿は、普通の人間には見えない。妖精のパートナーである人間は、自分のパートナーの他に、他人のパートナーである妖精やパートナーを持たない妖精も見る事が出来るが、パートナー関係が解消された場合一般の人間と同様に妖精の姿が見えなくなる。また、猫などの動物はその存在を感じ取れる模様。
不思議な力を使う事が出来る。その能力で可能な事は、炊飯の水加減の調節や子供に忘れ物をさせる等の些細な事から、気象コントロールのような大掛かりな事まで、様々である。
人間界に関するあらゆる知識が載っている「人間界百科事典」を持っている。その掲載内容は料理のレシピから過去のTV番組の情報まで、多岐に及ぶ。妖精にしか読めない言葉で記述されているはずだが、まいんには日本語で書いてあるように見えるらしい。まいん以外の人前でも普通に使っている事から、妖精と同様に普通の人間には見えない模様。なお、新版になってからはしばしば百科事典の世界に吸い込まれるような仕様となった。人間界百科事典はその他今までに、自動的に開いて、妖精の国への入口、妖精リーダーからの伝達事項、メッセージと共にフライ返しの贈呈といった事柄にも使用されている。
クッキンアイドル
まいんが初めてレギュラー出演する事になったテレビ番組。おおばやし曰く「アイドルがクッキングする番組」。台本はあるが、段取りがプロデューサーの気分や材料、機材などの都合で唐突に変わる。また、生放送の場合がある。2012年度ではスタジオと衣装が一新された。
また、番組名から転じて、そのメインの出演者であるまいんの呼び名や枕詞として使われる場合もある。ミサンガが「食卓の危機を救う存在」の意味合いで用いる事もまれにある。
大阪出身である天王寺蘭子は「なにわのクッキンアイドル」と呼ばれている。また、ヨーロッパではクッキンアイドルの大会が開かれており、アンジーはイタリア代表としてこれに参加した。
いちご天使
「全国いちご協会」が毎年選定しているイメージタレント。多くの大物アイドルを輩出している。まいんの以前からの憧れであり、2010年度のオーディションに挑戦して合格、クッキンアイドルと両立していちご協会の各種キャンペーンに活躍する事になった。
POP
プロダクションよつばに所属するピーチ、オレンジ、パパイヤの三人で構成されるアイドルユニット。三人の内ピーチがリーダーで、スリースターズの解散に乗じ、クッキンアイドルの座を奪おうとまいんの前に現れた。まいんの事務所移籍後は、まいんに芸能界を辞めさせるため様々な嫌がらせを行うが、共に過ごす内に僅かずつだがその距離は縮まり、221話で完全に和解する。芸能活動はクイズ番組への出演や新発売品の宣伝など小さなものが多く、オーディションでも「レンコン大使」「貝三姉妹」など落選が続いていたが、「東京ガールズセッション」出演をきっかけにCDデビューを果たし、これを機に仕事量は増大した。
「もぎたてピーチ、はじけるオレンジ、がっつりパパイヤ、P、O、P!三人そろって、めしませPOP！」という名乗り文句があるが、しばしば一部が省略される。また、名乗り文句をしながらいちいちポーズを決めるが、パパイヤは決めポーズをミスする事がある。なお、このポーズをまいんが実写パートで「POPシェイク」を作る際に披露している。
嫌がらせなどをするために、時にキャッツ・アイのようなレオタードコスチュームで行動したり、ピーチがまいんに、パパイヤがおおばやしに化けたりしていた。
広島でのまいんが行うイベントで次々乱入するが、客からは大受けしていた。
プロダクションよつばで出店したサマーハウスでは、体を張ったアクロバティックな接客で、お笑いタレントが来ていると間違われて繁盛する。
ガラスの騎士
まいんのママ・みえこが雑誌に長期連載している人気少女漫画。魔法使いの娘として生まれたクリスタル姫こと「ガラスの騎士」が成長して、世界中の人を幸せにするために止む無く娘を置き去り旅をする魔法使いの母を訪ねて冒険するという物語。ママはこの作品で、みちかをモデルとした姫の新キャラクターを編み出した。またガラスの騎士を題材に演劇発表会を催し、飛び入りでママが魔法使いの母を演じることになった。
レインボーガール
みちかが小さい頃にやっていた天気に関するキャラクターで、レインコートを着用し傘を差して「またまたきましたレインボー」の台詞を発する。現在はみちかに憧れてオーディションを受けて採用された二代目が演じている。
道草みちかの北風小町
天気予報に関連したコーナーで、北風小町ことみちかが三度笠スタイルで冬の各地をレポートする。但し、ロケ中に日本海の冬波しぶきや樹木から落下してきた積もり雪を被る、流氷に流され氷付けで戻ってくる、冬眠から覚めた熊に遭遇する、鮭の遡上の大群に流されるなど、そのロケは過酷を極める。2009年度は冬季限定、2010年度には秋季にも放送され、2011年度でも放送期間は不明だが番組は継続している。
キッチンクイーン
レイアが主役を務める料理番組。料理をする王女に扮したレイヤが大掛かりなオープンセットで外国から特注して取り寄せる豪華な食材を使った料理を振る舞い、巷でも話題となる人気番組と化した。レイヤは当初料理作り自体は演技で演じていただけであったが、まいんとの料理対決までに実際に自身が作るようになっていった。スタジオでは一般の見学も可能で、まいんも2度ほど（一度目はみちかの誘いで偵察に、二度目は撮影所に迷い込んで）見学している。
痛快大江戸奉行
海山田亀次郎が江戸町奉行に扮し、背中に亀の刺青を晒し「お江戸にはびこる悪の芽を、摘んで地獄へ送り出す」と決め台詞を極める時代劇舞台。スリースターズの面々も子役で出演したことがある。海山田の側近達には反対されたのだが、劇中歌「ハッピーレシピ」は、この舞台の前座でお披露目した。西部劇バージョンの「痛快大江戸ウエスタン」もある。
食材ハンターきなこ
きなこが担当している、新鮮な食材を探し出すという番組の1コーナー。匂いだけでその食材の新鮮さから産地、生産者、時には細かな事柄まで当ててしまう。好評につき2時間スペシャルも制作され、このときはまいんがゲストで、きなこの父（声：岩崎征実）や村の人たちも応援に駆けつけた。最後に「きなこの鼻に、まちがいはねえ!」という決め台詞を発し、指を刺し出すポーズを決める。なお、同ポーズは「クッキンフレンズ」でも一度シェイクがきなこの物真似として、真似されている
宇宙ヒーロー アンドロメダー
やすのしんが劇団に移籍後、主役を務める番組。美しき地球とかけがえのない仲間を守るため、2百50万光年の彼方から地球にやってきたアンドロメダーがギャラクシーサタンという悪と戦うというヒーロー物語。やすのしんはオーディションに挑むに当たり、宇宙ヒーローの役作りに悩んでいたが、まいんの助言できっかけを掴み取り、見事主役を射止める。
POPやまいん、みちからが参加した地球を守るという全世界に発信されるワールドワイドなエコキャラクターのオーディションが行われ、POPがまいんのオーディション中に邪魔をしに入った際、アンドロメダーのキャラクターで途中から割って入り、見事エコキャラクターの座を射止めている。
POPの中ではピーチがアンドロメダーを演じるやすのしんのファンで、事務所のロッカーにグッズを詰め、ファンクラブにも入る程であるが、他の二人はアンドロメダーの姿をタイツピッチピチのヘルメットちんちくりん男と形容している。
同番組にはまいんも宇宙警察から派遣された女刑事「マイティ・マイン」という役で、ゲストヒロインとして出演。POPは撮影の休憩中、競演しようと敵キャラクターのバリカン星人に密かに扮して出演、見事やられ役を演じている。マイティ・マインは2012年には東北地方のおいしいものさがしで福島県会津若松市を訪れた際に、大将と呼ばれる少年とその取り巻きたちに意地悪をされていたしんのすけを助けるために、この格好で助けに割って入っている。
アイドル一番星
一流アイドル雑誌の名称。2010年度にまいん、みちか、きなこが表紙オーディションを受けようとしたが同日ハナコが東京に訪ねて来て迷子になったのをTVニュースで知り、それを心配したまいん達がオーディション直前で会場を飛び出したため表紙になるのは叶わなかった。
2011年度はプロダクションよつばに所属する子役達を取材しに編集者が事務所を訪れ、まいんとひなを表紙にまいんの特集が組まれた。取材に来たカメラマンは渡部陽一のような風貌である。
横鳥探検隊
まいんのパパ・おさむをライバル視している横鳥とその部下で開発担当の横島という二人で構成する探検部隊で、手柄を立てようと食の妖精を捕らえて全世界に発信を目論んでいる。
アームのついたトレーラーや食の妖精を捕らえるための「見えちゃうレンズ」、妖精の姿を可視化させる金棒型マル秘妖精可視化兵器「妖精みえ〜る銃」、めんどくさいと気力を無くさせる光線を発するトンボ型メカ「ナンカメンドクサクナ〜ル3号」などの開発メカを幾つか所有している。
東京ガールズセッション
東京ガールズコレクションに似ているが、ファッションショーというよりも、タレントのお披露目会的なイベントで、巨大ビジョンをバックにレッドカーペットを歩き、会場のファンからの花束を頂くなど、観客の注目を浴びるスタイルとなっている。まいん達が出演した回はレイヤが主催者ゲストで出演。まいんはクッキンアイドルのままの姿で登場。POPも出演し、CDデビューが出来たきっかけにもなった。
スパイスキャッスル
異世界に存在する、謎の3妖精の住処。世界中から集まった「人が捨てたモノ」で作られている。
この世界では人間にも妖精の姿が見えるようになる。

## スタッフ
- シリーズ構成 - 平見瞠 → 高橋ナツコ
- キャラクターデザイン - 中嶋敦子
- 料理監修 - 市瀬悦子
- 美術監督 - 高橋麻穂(スタジオちゅーりっぷ)
- 色彩設計 - 松本真司
- 撮影監督 - 川口正幸 → 森下成一 → 下崎昭
- 音響監督 - ハマノカズゾウ
- 音響演出 - 三ツ矢雄二
- 音楽 - 長谷川智樹、橋本由香利、川田瑠夏、宮崎誠／吉田建
- 音楽プロデューサー - 斉藤一美
- 音楽ディレクター - 福井健吾
- 音楽制作 - キングレコード
- 振付 - MIKIKO
- プロデューサー - 中澤俊哉、三宅将典
- アシスタントプロデューサー - 寺田省太郎 → 大澤わかな、佐々木礼子、南川茜
- 製作担当 - 飯嶋浩次
- アニメーション制作協力 - スタジオディーン
- アニメーション制作 - NHKエデュケーショナル、NAS
- 監督 - わたなべひろし
- 製作 - NHKエデュケーショナル
- 制作・著作 - NHK

## オープニングテーマ
「キッチンはマイステージ」（2009年度）
作詞 - 川田瑠夏、TOMBOW / 作曲 - 川田瑠夏 / 編曲 - 橋本由香利 / 歌 - 福原遥
「ミラクル☆メロディハーモニー」（2010年度）
作詞・作曲・編曲 - 川田瑠夏 / 歌 - 福原遥
「ワクワク♡キッチンカーニバル」（2011年度）
作詞・作曲・編曲 - 川田瑠夏 / 歌 - 福原遥
「ハッピー!クッキンタイム♪」（2012年度）
作詞 - 川田瑠夏 / 作曲・編曲 -宮崎誠 / 歌 - 福原遥

## 関連商品

### アプリ
- クッキンアイドルアイ！マイ！まいん フォトデコレーション（配信：NEC BIGLOBE、2011年7月20日配信）
- クッキンアイドルアイ！マイ！まいん めざまし＆クッキンタイマー（配信：NEC BIGLOBE、2011年8月5日配信）

### CD
- 『キッチンはマイステージ』（KICM-1289）
  - 2009年度オープニングテーマ「キッチンはマイステージ」と、第1話のアニメパートで流れた「ヤムヤム☆キャベツアー」を収録。
  - 発売元：キングレコード
  - 発売日：2009年9月30日
  - 上記に加え、「キッチンはマイステージ」のまいんダンスバージョン（フルサイズ）の映像を収録したDVDが付属する期間限定生産盤（KIZM-41）も同日発売。通常盤・限定盤とも先着購入特典として「オリジナルステッカー」が付属。また、一部の店頭販売・通販でポストカード付属[9]。
- 『クッキンアイドル アイ!マイ!まいん! まいん歌のレシピ1』（KICA-1501） 
  - 発売元：キングレコード
  - 発売日：2009年11月26日
  - 作中で歌われた歌を集めたベストアルバム。そのほか、オープニングテーマ「キッチンはマイステージ」を初め、番組BGMも多数収録。先着購入特典として中嶋敦子書き下ろし「まいんちゃんぬりえシート」を配布。また、一部の店頭販売・通販でポストカード付属。
- 『クッキンアイドル アイ!マイ!まいん! まいん歌のレシピ2』（KICA-1502）
  - 発売元：キングレコード
  - 発売日：2010年3月17日
  - 先着購入特典として福原遥「まいんオリジナルポスターカレンダー」を配布。また、一部の店頭販売・通販でポストカード付属。
- 『ミラクル☆メロディハーモニー』（KICM-1309）
  - 2010年度オープニングテーマ「ミラクル☆メロディハーモニー」と、第76話・第77話のアニメパートで流れた「ストロベリーフェアリー」を収録。
  - 発売元：キングレコード
  - 発売日：2010年6月9日
  - 上記に加え、「ミラクル☆メロディハーモニー」のまいんダンスバージョン（フルサイズ）の映像を収録したDVDが付属する期間限定生産盤（KIZM-51）も同日発売。
- 『ハッピーレシピ』（KICM-3210）
  - 発売元：キングレコード
  - 発売日：2010年7月21日
  - スイートまいん&ラブリーみちか（福原遥・出野泉花）名義のキャラクターソング。
- 『クッキンアイドル アイ!マイ!まいん! まいん歌のレシピ3』（KICA-1503）
  - 発売元：キングレコード
  - 発売日：2010年12月8日
  - 上記に加え、「ミラクル☆メロディハーモニー」エレポップミックス（ショートバージョン）の映像を収録したDVDが付属する期間限定生産盤（KIZM-91）も同日発売。
- 『クッキンアイドル アイ!マイ!まいん! まいん歌のレシピ4』（KICA-1504）
  - 発売元：キングレコード
  - 発売日：2011年3月16日
  - 上記に加え、「ミラクル☆メロディハーモニー」チアガールミックス（ショートバージョン）の映像を収録したDVDが付属する期間限定生産盤（KIZM-93）も同日発売。

### DVD
2009年度放送分とスペシャル版は、発売元：スーパー・ビジョン 販売元：フライングドッグ／ビクターエンタテインメント。2010年度放送分は発売・販売元：日本コロムビア。

#### 通常版
各DVD1枚。
- 『クッキンアイドル アイ!マイ!まいん! VOL.1』(VTBF-61)
  - 発売日：2009年12月16日
  - 料理テーマ「キャベツ」
  - レシピカードが付属。初回生産特典としてレシピカード用リングフォルダー封入[10]。
- VOL.2(VTBF-62) 料理テーマ「卵」
- VOL.3(VTBF-63) 料理テーマ「スイーツ」
  - 発売日：2010年2月24日
- VOL.4(VTBF-64) 料理テーマ「米」
- VOL.5(VTBF-65) 料理テーマ「野菜」
  - 発売日：2010年3月24日
- VOL.6(VTBF-66) 料理テーマ「肉」
- VOL.7(VTBF-67) 料理テーマ「パスタ」
  - 発売日：2010年4月21日
- VOL.8(VTBF-68) 料理テーマ「お弁当」
- VOL.9(VTBF-69) 料理テーマ「スイーツ2」
  - 発売日：2010年5月26日
- VOL.10(VTBF-70) 料理テーマ「パーティー料理」
- VOL.11(VTBF-71) 料理テーマ「麺」 
  - 発売日：2010年6月23日
- VOL.12(VTBF-72) 料理テーマ 「クリスマス料理」
- VOL.13(VTBF-73) 料理テーマ 「あたたまる料理」
  - 発売日：2010年7月21日
- VOL.14(VTBF-74) 料理テーマ 「スイーツ3」
- VOL.15(VTBF-75) 料理テーマ 「パン」
  - 発売日：2010年8月25日

#### 限定版
各DVD2枚組。ジャケットは両面仕立てのリバーシブル採用。特典映像は各巻DISC2のみ収録。
- 『クッキンアイドル アイ!マイ!まいん! VOL.1』(VTBF-81) 
  - DISC1 料理テーマ「キャベツ」
  - DISC2 東京国際アニメフェア用PV映像、インタビュー、テロップなしオープニング映像など収録。
  - 他にポストカードも封入。通常版と同じく初回生産特典としてレシピカード用リングフォルダー封入[10]。
  - 発売日：2009年12月16日
- VOL.2(VTBF-82) 
  - DISC1 料理テーマ「卵」
  - DISC2 料理テーマ「スイーツ」
  - 特典映像「きらめくカラフル」「彼とフライパン」「ごちゃまぜ片思い」のスペシャルフルバージョンを収録。
  - 発売日：2010年2月24日
- VOL.3(VTBF-83) 
  - DISC1 料理テーマ「米」
  - DISC2 料理テーマ「野菜」
  - 特典映像「ダンスはホットに」「煮込んでスマイル」「パリパリパリジェンヌ」のスペシャルフルバージョンを収録。
  - 発売日：2010年3月24日
- VOL.4(VTBF-84) 
  - DISC1 料理テーマ「肉」
  - DISC2 料理テーマ「パスタ」
  - 特典映像「青い空の下で」 「おイモ音頭」 「ときめきデコレーション」スペシャルフルバージョンを収録。
  - 発売日：2010年4月21日
- VOL.5(VTBF-85) 
  - DISC1 料理テーマ「お弁当」
  - DISC2 料理テーマ「スイーツ2」
  - 特典映像「ニイハオメン!」 「グルグルミックス」「待ち遠しいの」 スペシャルフルバージョンを収録。
  - 発売日：2010年5月26日
- VOL.6(VTBF-86) 
  - DISC1 料理テーマ「パーティー料理」
  - DISC2 料理テーマ「麺」
  - 特典映像「東京国際アニメフェアイベント映像」収録。
  - 発売日：2010年6月23日
- VOL.7(VTBF-87) 
  - DISC1 料理テーマ「クリスマス料理」
  - DISC2 料理テーマ「あたたまる料理」
  - 特典映像「チョコレートチア」「まいんのフルーツシンフォニー」「まいんのパッピークリスマス」スペシャルフルバージョンを収録。
  - 発売日：2010年7月21日
- VOL.8(VTBF-88) 
  - DISC1 料理テーマ「スイーツ3」
  - DISC2 料理テーマ「パン」
  - 発売日：2010年8月25日

#### DVD-BOXシリーズ
- DVD-BOX1(COBC-4975 - 7)
  - VOL.16 料理テーマ「いちご」
  - VOL.17 料理テーマ「こねこね料理」
  - VOL.18 料理テーマ「お弁当」
  - 特典DISC「福原遥スペシャルトーク＆ミニライブ」映像。
  - 他にポストカード2枚（アニメ・実写）とレシピ集と全巻購入プレゼント応募券も封入。
  - 発売日：2010年10月27日
- DVD-BOX2(COBC-5831 - 3)
  - VOL.19 料理テーマ「スイーツ」
  - VOL.20 料理テーマ「蒸し料理」
  - VOL.21 料理テーマ「麺」
  - 特典DISC「まいんがチャレンジ!スイーツ篇」
  - 他にポストカード2枚（アニメ・実写）とレシピ集と全巻購入プレゼント応募券も封入。
  - 発売日：2010年12月22日
- DVD-BOX3(COBC-5834 - 6)
  - VOL.22 料理テーマ「スイーツ2」
  - VOL.23 料理テーマ「秋」
  - VOL.24 料理テーマ「米」
  - 特典DISC「まいんがチャレンジ!洋風料理篇」
  - 他にポストカード2枚（アニメ・実写）とレシピ集と全巻購入プレゼント応募券も封入。
  - 発売日：2011年2月23日
- DVD-BOX4(COBC-5837 - 9)
  - VOL.25 料理テーマ「イベント」
  - VOL.26 料理テーマ「全国の料理」
  - VOL.27 料理テーマ「クリスマス」
  - 特典DISC「まいんがチャレンジ!中国料理篇」
  - 他にポストカード1枚とレシピ集と全巻購入プレゼント応募券も封入。
  - 発売日：2011年4月20日
- DVD-BOX5(COBC-5840 - 2)
  - VOL.28 料理テーマ「あたたまる料理」
  - VOL.29 料理テーマ「スイーツ3」
  - VOL.30 料理テーマ「仲間と作る料理」
  - 特典DISC「まいんがチャレンジ!和菓子篇」
  - 他にポストカード1枚とレシピ集と全巻購入プレゼント応募ハガキも封入。
  - 発売日：2011年6月22日

#### スペシャル版
まいんが歌う楽曲やPVをまとめたもの。未放送映像も収録。
- 歌とダンススペシャルVOL.1(VTBF-76)
  - 発売日：2010年4月21日
  - 初回限定で「福原遥スペシャルトーク＆ミニライブ」の招待券が当たる応募ハガキが封入。
- 歌とダンススペシャルVOL.2(VTBF-77)
  - 発売日：2010年8月11日

#### セレクションシリーズ
2010年度の通常放送回をセレクションしたもの。
- セレクション1 スイーツスペシャル(COBC-5843)
  - 発売日：2010年11月17日
- セレクション2 フルーツスペシャル(COBC-5844)
  - 発売日：2011年2月23日
- セレクション3 やさいだいすき(COBC-5845)
  - 発売日：2011年2月23日

#### クッキン・ソング・コレクションシリーズ
2010年度のまいんが歌う楽曲やPVをまとめたもの。
- うたおう!おどろう!まいんのクッキン・ソング・コレクション1(COBC-5849)
  - 発売日：2010年11月17日
- うたおう!おどろう!まいんのクッキン・ソング・コレクション2(COBC-5850)
  - 発売日：2011年6月22日

#### 非売品
- クッキンアイドル アイ!マイ!まいん! メイキング映像集 宮城のおいしいもの探し
  - DVD-BOX全巻購入者の特典としてプレゼントされた。
  - 特集8の宮城ロケのメイキング映像を収録。DVDの最後に東日本大震災の被災地へのメッセージが挿入されている。

### 書籍

#### 小学館
- テレビ絵本『クッキンアイドル アイ!マイ!まいん! 1』
  - 発売日：2009年10月31日
  - 小学館の幼稚園2009年5月号~9月号の連載をまとめた「おはなし」4話および記事・クイズを掲載。表紙は中嶋敦子による書き下ろし。
- テレビ絵本『クッキンアイドル アイ!マイ!まいん! 2』
  - 発売日：2010年4月20日
  - 小学館の幼稚園2009年10月号・11月号・2010年3月号・4月号の連載をまとめた「おはなし」4話および記事・クイズ・新オープニング歌詞を掲載
- テレビ絵本『クッキンアイドル アイ!マイ!まいん! 3』
  - 発売日：2010年10月6日
  - 小学館の幼稚園2010年5月号・6月号・8月号・9月号の連載をまとめた「おはなし」4話および記事・クイズを掲載
- テレビ絵本『クッキンアイドル アイ！マイ！まいん！ まいんとひなのおりょうりだいすき』
  - 発売日：2011年12月5日
- ムック『アイ!マイ!まいん! パーフェクトレシピブック まいんといっしょにお料理しよっ!』
  - 発売日：2009年12月3日
- シール絵本『わくわくシールえほん クッキンアイドル アイ!マイ!まいん! 』
  - 発売日：2010年2月25日
  - シールを貼ってはがせる絵本で好きなところ貼って楽しんだり着換えあそびをしたりできる。キャラクターの紹介なども収録。
- 百科絵本『クッキンアイドル アイ!マイ!まいん! えほん 超ひゃっか』
  - 発売日：2010年4月26日
- 知育絵本『クッキンアイドル アイ! マイ! まいん! 知育ちがいさがしブック』
  - 発売日：2010年6月21日

#### その他の出版社
- 楽譜『ピアノで クッキンアイドル アイ!マイ!まいん! 』
  - 発売元：シンコー・ミュージック
  - 発売日：2010年2月13日
  - キッチンはマイステージのピアノ・ソロとピアノ弾き語りの楽譜が収録。「おんぷのよみかき できるかな?」の問題集とぬりえが収録。ステッカーシールつき。
- ムック『クッキンアイドル アイ!マイ!まいん ハッピーファンブック』
  - 発売元：一迅社
  - 発売日：2010年7月6日
- レシピブック『クッキンアイドルアイ！マイ！まいん！　みんなでつくろう！ハートのレシピ』
  - 発売元：ポプラ社
  - 発売日：2011年12月2日
  - 番組で紹介された10種類のレシピを掲載したレシピブック。オリジナルシリコンカップ2個(ピンクとイエロー)付属

### ゲームソフト
- ニンテンドーDS用『クッキンアイドル アイ!マイ!まいん! ゲームでひらめき! キラメキ! クッキング』
  - 発売元：コナミデジタルエンタテインメント
  - 発売日：2010年2月25日
  - 2010年11月25日には廉価版（ベストセレクション）が発売された。

### 玩具等
- ハピハピメロディマイク（ジョイパレット、2012年）
- まいん!　ハートのドレッサー
- パンパン♪フライパンタンバリン（ジョイパレット、2012年、JANコード 4975201330125）
- 板パズル55ピース「B4パズル クッキンアイドル アイ！マイ！まいん！ 01」（ショウワノート)
- まいんといっしょ！アイドルコスチューム（ジョイパレット、2012年）
- きらめきスウィーツセット（ジョイパレット、2012年）
- 子供用安全包丁（ヤクセル）
- タイマーブレスウォッチ（ジョイパレット、2012年）
- まいんのおふろでケーキやさん（ウィズ、2010年）
- ハピハピカラオケスタンドマイク（ジョイパレット、2012年）
- エプロン風コスチューム（エイコー、2010年）

## 連載雑誌
発行はすべて小学館で連載。
- 幼稚園
  - 2009年5月号から2013年3月号まで連載。まいんとミサンガをメインに、書き下ろしアニメストーリーと雑誌オリジナルの料理の作り方を掲載している。
- めばえ
  - 2010年5月号から2013年4月号まで連載。
- 小学一年生
  - 不定期掲載。2009年4月号・6月号・2010年10月号・2011年2月号にのみ掲載。
- 入学準備学習幼稚園
  - 2009年の夏の号から2013年冬の号まで掲載。
- ちゃお
  - 不定期掲載。2009年8月号・9月号・12月号・2010年1月号に掲載。番組紹介および番組内で作られた料理のレシピや、関連書籍の告知を掲載した。
- めばえ増刊号
  - 2009年11月号・2010年2月号・5月号 はじめてのひらがな・かず・ABC秋号に掲載。キャラクターを用いたクイズコーナーを掲載した。
- ぷっちぐみ
  - 2009年4月号から2010年9月号まで連載。実写パートの情報などを中心に掲載されていた。

## 関連イベント
- 2009年3月20日・21日 東京国際アニメフェア2009「クッキンアイドル アイ!マイ!まいん!」イベント（東京ビッグサイト）
- 2010年3月27日・28日 東京国際アニメフェア2010「クッキンアイドル アイ!マイ!まいん!」イベント（東京ビッグサイト）
- 2010年7月4日 福原遥ニューシングル「ミラクル☆メロディハーモニー」発売記念イベント（タワーレコード新宿12:00-、アニメイト横浜17:00-）
- 2010年7月31日 「クッキンアイドル アイ!マイ!まいん!」福原遥スペシャルトーク＆ミニライブ（新宿明治安田生命ホール）
- 2010年11月3日 NHK文化祭2010「シャキーン!&アイ!マイ!まいん!」ショー（NHK放送センター屋外特設ステージ）

## 特別番組
まいんの、台湾でだってアイドル! （2011年9月19日放送）
- 番組初の海外ロケ、台湾での番組放送開始を記念してまいんが訪れる。

まいんのおせちでハッピー! （2011年12月31日放送）
- まいんがおせちについてロケで調べて、スタジオで実際に作る。

まいんのミニミニキッチン （2012年3月31日放送）
- 5分間のミニ番組。2011年度のスイーツの作り方と歌を再編集して放送。2012年度の新衣装と新セットを先行披露。

まいんのハッピー・レシピ大賞 （2012年12月31日放送）
- 4年間の放送をまとめて、1位を決める。

## 他番組とのコラボ
キャラクター大集合 とどけ!みんなの元気パワー （2009年9月21日放送）
- NHK教育の人気番組出演者がNHKホール、NHK大阪ホールに集合してイベントを行った。

まいん&シャキーン!夢のコラボ Eテレパワーで倒せ!謎の宇宙人 （2010年10月11日放送）
- 福原遥と『シャキーン!』の小島あやめによるコラボレーション特別番組。

いないいないばあっ!あつまれ!ワンワンわんだーらんど （2010年11月28日放送）
- 広島市文化交流会館でのステージショーにゲスト出演。

土曜スタジオパーク （2011年2月5日放送）
- 福原遥と星野卓也がゲスト出演。番組のPRを行った。

ワンワンパッコロ!キャラともワールド
- 2012年5月6日放送
- 2013年5月5日放送
- 2014年6月8日放送

みんなDEどーもくん!
- 2013年10月20日放送

## その他
- 福原は本番組がきっかけで注目を浴び、番組終了後も「まいんちゃん」の愛称で親しまれている。福原は本番組について、「お仕事の楽しさなどいろんなものを学ばせて頂き、何と言っても自分にとって宝物の大好きな皆さんに出会わせて頂けた大切な番組」と述べている[11]。
- 2012年6月23日・24日にKスタ宮城でのプロ野球 楽天対ロッテ戦にて福原が柊まいんの衣装を着てゲスト出演した。6月23日には始球式に福原が登場し、その模様は2012年7月23日放送回で紹介された。
- 2022年8月1日から同月5日まで放送の『LET’S GO!Eテレタイムマシン』（夏休み特別番組）において、計5回分の再放送が行われた[12]。また、同年10月から連続テレビ小説『舞いあがれ!』（大阪放送局制作）の主演を福原が務めていることから、同月22日にも計4回分の本番組再放送が総合テレビにて行われた[11][13]。
- 2024年4月17日にEテレで放送の『きょうの料理』では、「お久しぶりの“クッキンアイドル アイ!マイ!まいん!”」と題し、福原と本作品で料理監修を務めた市瀬悦子が共演、映像も交え当時のエピソードを語りながら、ナポリタンスパゲッティなど3品を調理した[14][15]。

## 海外版
台湾では東森幼幼台で『料理偶像』（リャウリオウシャン）というタイトルで放送されている。セリフが中国語に吹き替えられているほか、台湾オリジナルの料理コーナーも存在し、『料理甜甜圈』というタイトルで兆絃（フランシスちゃん、呉兆絃）と愛子（愛子ちゃん、藍愛子）の女の子2人と進行役の香師傅（バナナお兄さん、香蕉哥哥）が料理を作る。
2011年8月に福原が台湾を訪問し小舞（シャオウ）として『料理甜甜圈』に出演した。また、台湾のアニメ・コミックイベント『漫画博覧会』にも出演し台湾のファンの前で歌を披露した（その様子は2011年9月19日の「まいんの、台湾でだってアイドル!」及び10月17日〜21日の「ニーハオ!台湾 まいんのハッピ・ハッピ・ハッピーツアー」で放送された）。